# Gammapapillomavirus
Die Gattung Gammapapillomavirus fasst Viren aus der Familie Papillomaviridae zusammen, die beim Menschen Papillome der Haut hervorrufen. Ähnlich der Gattung Betapapillomavirus besitzen Spezies der Gattung Gammapapillomavirus keinen Leserahmen für das virale E5-Protein (early protein 5). Zusätzlich besitzen die Gammapapillomviren einen Leserahmen für ein E4-Exon, das mit einem anderen Leseraster innerhalb des Leserahmens für das E2-Protein liegt und selbst kein Startcodon besitzt. Diese Anordnung findet sich auch bei den Lambda-, Mu- und Xipapillomviren. Aus diesem Gen entsteht durch alternatives Spleißen ein spät während der Virusvermehrung auftretendes E1/E4-Protein; es reichert sich in phosphorylierter Form im Cytoplasma an. Seine Funktion ist nicht vollständig geklärt, es scheint jedoch mit dem Zytoskelett zu interagieren und den Zusammenbruch der Cytokeratinmatrix zu bewirken. Eine Interaktion mit einer zellulären RNA-Helikase aus der Familie der DEAD-Box-Proteine ist ebenfalls beschrieben.
Typisch ist die Morphologie von Zellen, die mit Gammapapillomviren infiziert sind. Diese zeigen charakteristische und für die Gattung spezifische cytoplasmatische Einschlusskörperchen. Möglicherweise geht dies auf die Ansammlung von E1/E4-Protein und seiner Wechselwirkung mit dem Zytoskelett zurück.

## Systematik
Die Systematik der Gattung Gammapapillomavirus wurde inzwischen (ICTV Stand März 2024) neu gegliedert in Speziesnamen Gammapapillomavirus 1 bis 27:
Familie Papillomaviridae
- Gattung Gammapapillomavirus
  - Spezies Gammapapillomavirus 1
    - Humanes Papillomvirus 4 (HPV-4) und HPV-65, HPV-95, HPV-158, HPV-173, HPV-205

  - Spezies Gammapapillomavirus 2
    - Humanes Papillomvirus 48 (HPV-48) und HPV-200

  - Spezies Gammapapillomavirus 3
    - Humanes Papillomvirus 50 (HPV-50)

  - Spezies Gammapapillomavirus 4
    - Humanes Papillomvirus 60 (HPV-60)

  - Spezies Gammapapillomavirus 5
    - Humanes Papillomvirus 88 (HPV-88)

  - Spezies Gammapapillomavirus 6
    - Humanes Papillomvirus 101 (HPV-101) und HPV-103, HPV-108

  - Spezies Gammapapillomavirus 7
    - Humanes Papillomvirus 109 (HPV-109) und HPV-123, HPV-134, HPV-138, HPV-139, HPV-149, HPV-155, HPV-170

  - Spezies Gammapapillomavirus 8
    - Humanes Papillomvirus 112 (HPV-112) und HPV-119, HPV-147, HPV-164, HPV-168

  - Spezies Gammapapillomavirus 9
    - Humanes Papillomvirus 116 (HPV-116) und HPV-129

  - Spezies Gammapapillomavirus 10
    - Humanes Papillomvirus 121 (HPV-121) und HPV-130, HPV-133, HPV-142, HPV-180

  - Spezies Gammapapillomavirus 11
    - Humanes Papillomvirus 126 (HPV-126) und HPV-HPV-136, HPV-140, HPV-141, HPV-154, HPV-169, HPV-171, HPV-202

  - Spezies Gammapapillomavirus 12
    - Humanes Papillomvirus 127 (HPV-127) und HPV-132, HPV-148, HPV-157, HPV-158, HPV-165, HPV-199

  - Spezies Gammapapillomavirus 13
    - Humanes Papillomvirus 128 (HPV-128) und HPV-153

  - Spezies Gammapapillomavirus 14
    - Humanes Papillomvirus 131 (HPV-131)

  - Spezies Gammapapillomavirus 15
    - Humanes Papillomvirus 135 (HPV-135) und HPV-146, HPV-179

  - Spezies Gammapapillomavirus 16
    - Humanes Papillomvirus 137 (HPV-137)

  - Spezies Gammapapillomavirus 17
    - Humanes Papillomvirus 144 (HPV-144)

  - Spezies Gammapapillomavirus 18
    - Humanes Papillomvirus 156 (HPV-156)

  - Spezies Gammapapillomavirus 19
    - Humanes Papillomvirus 161 (HPV-161) und HPV-162, HPV-166

  - Spezies Gammapapillomavirus 20
    - Humanes Papillomvirus 163 (HPV-163)

  - Spezies Gammapapillomavirus 21
    - Humanes Papillomvirus 167 (HPV-167)

  - Spezies Gammapapillomavirus 22
    - Humanes Papillomvirus 172 (HPV-172)

  - Spezies Gammapapillomavirus 23
    - Humanes Papillomvirus 175 (HPV-175)

  - Spezies Gammapapillomavirus 24
    - Humanes Papillomvirus 178 (HPV-178) und HPV-197

  - Spezies Gammapapillomavirus 25
    - Humanes Papillomvirus 184 (HPV-184)

  - Spezies Gammapapillomavirus 27
    - Humanes Papillomvirus 201 (HPV-201)

Die englischen Bezeichnungen lauten stets auf papillomavirus (mit eingeschobenem ‚a‘), die deutschen Namen sind ohne dieses ‚a‘.